# Лудвиг Ахац фон Брокдорф
Лудвиг Ахац фон Брокдорф (на немски: Ludwig Achaz Graf von Brockdorff; * 15 юли 1760, Клеткамп, Шлезвиг-Холщайн; † 22 юли 1820, Клеткамп) е граф от род фон Брокдорф, датски камерхер.

## Произход и наследство
Той е най-големият син на граф Кристиан Улрих фон Брокдорф (1724 – 1808) и първата му съпруга графиня Анна Георгина Кристина фон Хан (1741 – 1786).
През 1612 г. имението Клеткамп отива чрез женитба на род Брокдорф, който до днес живее там.

## Фамилия
Първи брак: с графиня София Шарлота Ернестина фон Хан (* 26 март 1771, Дикхоф; † 23 септември 1803, Еутин). Бракът е бездетен.
Втори брак: на 9 октомври 1807 г. с фрайин Ида фон Бюлов (* 10 октомври 1780, Боткамп; † 7 декември 1842, Клеткамп), дъщеря на Кай Фридрих фон Бюлов (1742 – 1798) и Кристина Фридерика фон Румор (1756 – 1831). Те имат шест деца:
- Хайнрих Кристиан Фридрих фон Брокдорф (* 17 декември 1808, Клеткамп; † 13 март 1880, Клеткамп), граф, женен за Шарлота Каролина Цецилия фон Гроте (* 21 декември 1810; † 28 декември 1871); имат седем деца
- Шарлота Рудолфина фон Брокдорф (* 30 август 1812)
- Кай Лоренц фон Брокдорф (* 8 ноември 1813; † 25 май 1870), фрайхер, женен за Жанета Бурт; имат шест деца
- Ида фон Брокдорф (* 9 февруари 1815)
- Кристиан Улрих Магнус фон Брокдорф (* 18 юни 1816, Клеткамп; † 13 юни 1886, Кил), фрайхер, женен I. за Емилия Шарлота Краузе (* 15 август 1811; † 24 януари 1857), II. на 19 февруари 1859 във Висбаден за София Краузе (* 15 май 1821; † 8 март 1888), III. на 14 ноември 1872 г. в Брегенц за Мари фон Поелнитц (* 24 юни 1844; † 22 април 1879); има общо 11 деца
- София Хенриета Юлиана фон Брокдорф (* 27 юни 1819), омъжена за Хайнрих Ернст Август Фердинанд фон Дьоринг